# Céline Forte
Céline Forte née Céline Gabriel est une entrepreneuse française et ancienne joueuse de basket-ball. Après Anny Courtade, elle devient la seconde femme à  la tête d'une équipe de sport professionnel français, en étant la présidente du Limoges CSP de 2019 à 2024. 

## Biographie

### Jeunesse et carrière sportive
Céline Gabriel grandit à Caen où elle fait ses débuts au basket-ball et rencontre Frédéric Forte. Elle y reste jusqu'en 1988, évoluant en Nationale 2 puis le suit à Gravelines l'année suivante.
En 1991, elle rejoint le Limoges CSP pour quatre saisons, puis signe au Limoges ABC pour un an. Le club limougeaud accède à la NF1A, la première division. Entre 1997 et 2004, retraitée des parquets, elle parcourt l'Europe avec Frédéric Forte qui jouit d'une carrière internationale en France, en Grèce et en Italie. 

### Vie professionnelle
En 2004, Céline Gabriel et son mari Frédéric Forte reprennent le Limoges CSP,. Le club, fleuron du basket-ball français dans les années 1980 et 1990 mais enlisé dans les affaires judiciaires vient de déposer le bilan avec un cumul de dettes de 3 millions d'euros. Sa mère, Jocelyne Achard et son frère, Alexandre Gabriel prennent part au projet.   
En 2013, le couple Frédéric et Celine Forte se sépare. Céline Forte retourne à Caen où elle se reconvertit dans l’immobilier. Elle reste parmi les actionnaires majeurs du club qui retrouve le plus haut niveau. 
En fin d'année 2018, elle décide de reprendre la présidence du Limoges CSP, excédée par les agissements de la nouvelle équipe dirigeante en place depuis la mort de Frédéric Forte le 31 décembre 2017,. 
Après une bataille juridique, elle est élue présidente du directoire du Limoges CSP le 18 mai 2019, devenant ainsi la seconde femme à la tête d’une équipe de sport professionnel français,. Elle présente trois jours plus tard sa nouvelle équipe composée notamment de Claude Bolotny, Richard Dacoury et Stéphane Ostrowski,. L'aînée de ses trois filles, Angiolina Forte et son frère, Alexandre Gabriel sont membres du conseil de surveillance du club.
Le 9 juin 2024, Céline Forte accepte l'offre de reprise du club de Lionel Peluhet, numéro 2 d'Intermarché,.